# Ja'akov Mizrachi
Ja'akov Mizrachi (hebrejsky: יעקב מזרחי, žil 1919 – 13. srpna 1979) byl izraelský politik a poslanec Knesetu za stranu Agudat Jisra'el.

## Biografie a politická dráha
Narodil se v Rechovotu. V izraelském parlamentu zasedl po volbách v roce 1969, do nichž šel za stranu Agudat Jisra'el. Mandát ale získal až dodatečně, v listopadu 1972, jako náhradník poté co jeho stranický kolega Šlomo Ja'akov Gross rezignoval na post poslance Knesetu v rámci předem dohodnuté rotace. Stal se členem výboru pro záležitosti vnitra. Ve volbách v roce 1973 mandát neobhájil. Jeho syn Eli'ezer Mizrachi se později rovněž stal poslancem Knesetu.